# Jevreni
Jevreni è un comune della Moldavia situato nel distretto di Criuleni di 1.388 abitanti al censimento del 2004